# Riatina villosiceps
Riatina villosiceps är en insektsart som först beskrevs av Lucien Chopard 1951.  Riatina villosiceps ingår i släktet Riatina och familjen syrsor. Inga underarter finns listade i Catalogue of Life.